# Luis Pedro Molina
Luis Pedro Molina Bruni (né le 4 juin 1977 à Retalhuleu au Guatemala) est un joueur de football international guatémaltèque, qui évolue au poste de gardien de but.

## Biographie

### Carrière en sélection
Avec l'équipe du Guatemala, il joue 20 matchs (pour aucun but inscrit) depuis 2000.
Il figure notamment dans le groupe des sélectionnés lors des Gold Cup de 2005 et de 2007.
Il participe à la Coupe du monde de futsal lors de l'année 2000.

## Palmarès
- Champion du Guatemala en 2001 (C), 2002 (A), 2003 (C) avec le Deportivo Comunicaciones
- Champion du Guatemala en 2007 (A) et 2009 (C) avec le CD Jalapa
- Champion du Guatemala en 2012 (C) avec le Xelaju MC
- Vainqueur de la Coupe du Guatemala en 2005 et 2006 avec le CD Jalapa